# جیروئمون کیمورا
جیروئمون کیمورا (ژاپنی: 木村 次郎右衛門؛ ۱۹ آوریل ۱۸۹۷ – ۱۲ ژوئن ۲۰۱۳) (سن ۱۱۶ سال، ۵۴ روز) ابرصدسالهٔ اهل ژاپن بود که در ۲۸ دسامبر ۲۰۱۲، زمانی که ۱۱۵ سال و ۲۵۳ روز سن داشت، به‌عنوان پیرترین انسان مذکر جهان در تمام تاریخ دست یافت. پیش از او کریستین مورتنسن (درگذشتهٔ ۱۹۹۸ میلادی) به‌عنوان پیرترین مرد جهان شناخته می‌شد.
کیمورا در زمان مرگ ۱۱۶ سال و ۵۴ روز سن داشت. او تنها انسان مذکری است که به ۱۱۶ سالگی رسیده‌است. مرگ او به دلایل طبیعی در ۱۲ ژوئن ۲۰۱۳ میلادی در بیمارستانی در زادگاهش، کیوتانگو در استان کیوتو روی داد. او آخرین مرد زندهٔ به جا مانده از سدهٔ ۱۹ میلادی بود.
کیمورا عادت داشت که صبح زود از خواب برخیزد و با عینک ته‌استکانی‌اش روزنامه بخواند. او همچنین گفتگوهای زندهٔ تلویزیونی مجلس را دنبال می‌کرد. او دلیل طول عمرش را خوردن وعده‌های غذایی کوچک می‌داند. او در زمان فرمانروایی چهار امپراتور ژاپن و ۶۱ نخست‌وزیر این کشور زندگی کرد.